# Lycianthes furcatistellata
Lycianthes furcatistellata är en potatisväxtart som beskrevs av Friedrich August Georg Bitter. Lycianthes furcatistellata ingår i Himmelsögonsläktet som ingår i familjen potatisväxter. Inga underarter finns listade i Catalogue of Life.